# Алигарх
Алига́рх (хинди अलीगढ़, урду علی گڑھ‎, англ. Aligarh, Alīgaṛh) — город в западной части штата Уттар-Прадеш, Индия. Административный центр округа Алигарх.

## География
Абсолютная высота — 183 метра над уровнем моря. Расположен в междуречье Ганга и Джамуны, в 291 км к северо-западу от Канпура и в 140 км к юго-востоку от столицы страны, города Дели.

## Население
По данным на 2013 год численность населения составляет 933 119 человек.
Динамика численности населения города по годам:
| 1991    | 2001    | 2013    |
| ------- | ------- | ------- |
| 480 520 | 669 087 | 933 119 |

## Экономика и транспорт
Развиты хлопчатобумажная, стекольная и металлообрабатывающая отрасли промышленности. Город известен производством замков, которые экспортируются по всему миру. Алигарх — крупный торговый центр сельскохозяйственного района (зерновые, хлопчатник, сахарный тростник); проводятся ежегодные ярмарки. В 15 км от Алигарха расположена тепловая электростанция Хардуагандж, а в 50 км от города — атомная электростанция Нарора. Несмотря на близость двух электростанций, в городе случаются отключения электроэнергии.
Алигарх — крупный транспортный узел. Через город проходят национальные шоссе № 91 и № 93. Имеется железнодорожное сообщение. Ближайший международный аэропорт находится в Дели.

## Достопримечательности
В городе расположен известный Алигархский мусульманский университет. Сохранился форт XVI века.